# Poecilotriccus ruficeps
Poecilotriccus ruficeps là một loài chim trong họ Tyrannidae.